# هورست هروبيش
هورست هروبيسش (بالألمانية: Horst Hrubesch).
من مواليد 17 ابريل 1951 في هام في ألمانيا، لاعب كرة قدم ألماني سابق.
و قد لعب مع عدة أندية صغيرة حتى بلغ 24 عاما عندما انتقل إلى نادي هامبورغ، وقد لعب في الدوري الألماني 224 مباراة وسجل 136 هدف.
و قد لعب مع منتخب ألمانيا الغربية لكرة القدم 21 مباراة دولية.

## روابط خارجية
- هورست هروبيش على موقع الاتحاد الدولي (مؤرشف)  (الإنجليزية)
- هورست هروبيش على موقع قاعدة بيانات كرة القدم.إي يو (الإنجليزية)
- هورست هروبيش على موقع بيانات كرة القدم. دي إي (الألمانية)
- هورست هروبيش على موقع ناشيونال فوتبول تيمز (الإنجليزية)
- هورست هروبيش على موقع عالم كرة القدم.نت (الإنجليزية)
- هورست هروبيش على موقع كووورة
- هورست هروبيش على موقع أوليمبيديا (الإنجليزية)